# Valentinikapelle (Unterleiterbach)

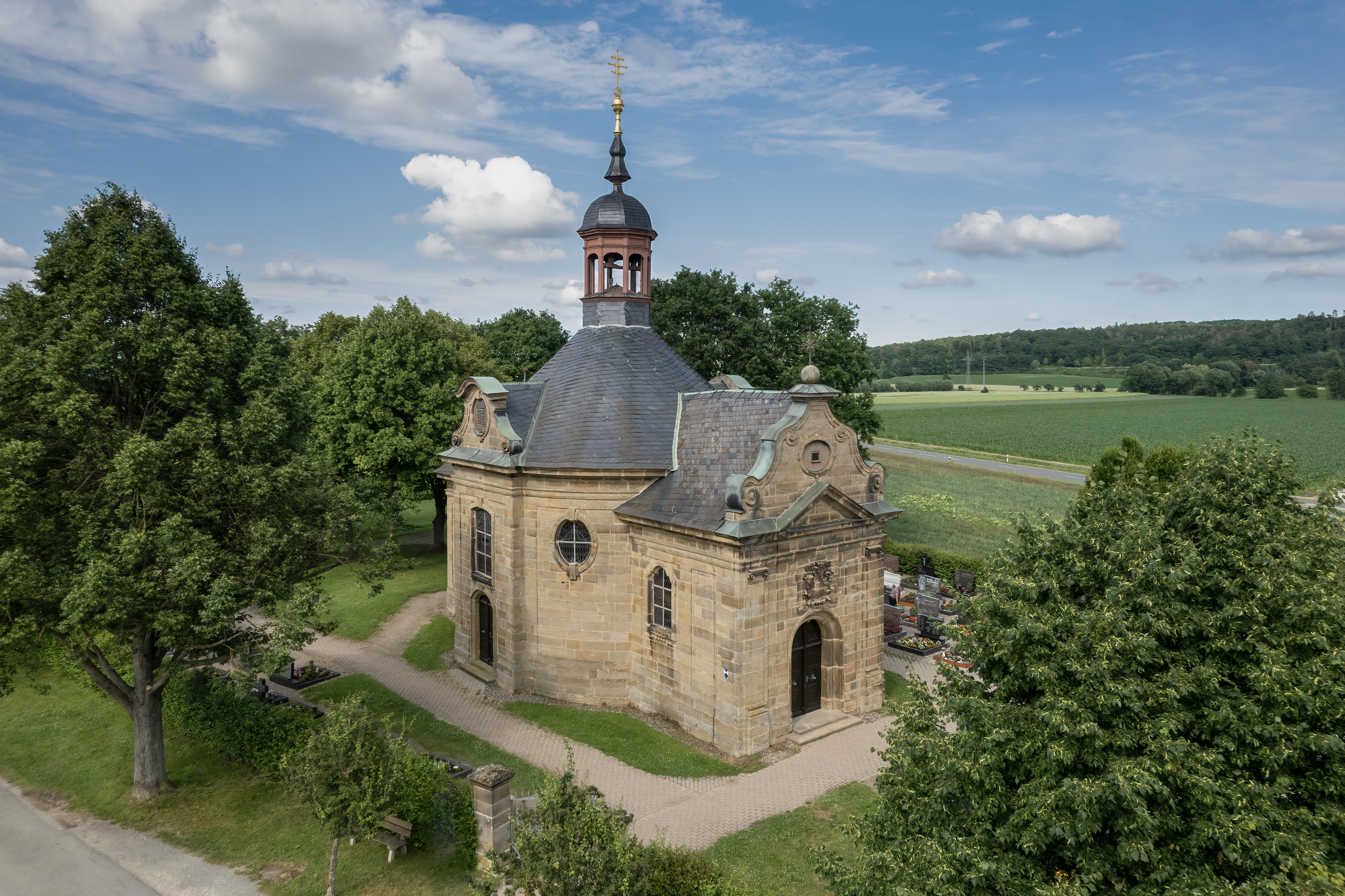
St. Valentin in Unterleiterbach

Die römisch-katholische Valentinikapelle steht in Unterleiterbach, einem Gemeindeteil des Marktes Zapfendorf im oberfränkischen Landkreis Bamberg. Die bemerkenswerte barocke Friedhofskapelle entstand Mitte des 18. Jahrhunderts nach Plänen von Johann Jakob Michael Küchel.

## Geschichte
Eine erste wohl vorwiegend aus Holz errichtete Kapelle bei Unterleiterbach weihte der Weihbischof in Bamberg Hieronymus von Reitzenstein im Jahr 1500 zu Ehren des heiligen Valentin. Anlass für den Bau waren die Wallfahrer nach Vierzehnheiligen, die von Süden kommend an Unterleiterbach vorbeizogen.
Aufgrund von Bauschäden wollte die Gemeinde zu Beginn des 18. Jahrhunderts die Fachwerkkapelle durch ein massives Bauwerk ersetzen. Anfang 1738 beauftragte das Bamberger Vikariat den Hofarchitekten Johann Jakob Michael Küchel mit der Planung des Neubaus. Noch im Mai 1738 wurde mit der Ausführung begonnen.:S. 42 Die Maurerarbeiten führten die Bamberger Maurermeisterswitwe Maria Schmitt bzw. der Polier Johann Adam Scheuber aus. Im August 1739 waren die Maurerarbeiten beendet. Im September 1739 war der Dachstuhl durch den Zimmermeister Andreas Weiß aus Prächting aufgestellt. Von Herbst 1740 bis Sommer 1741 freskierte der italienische Maler Giovanni Francesco Marchini den Innenraum.:S. 43
Der Dachreiter wurde erst mit Aufhängung der 1751 gegossenen Glocken fertiggestellt. Größere Umbau- und Reparaturmaßnahmen ließ die Kirchengemeinde 1785 ausführen. Diese umfassten unter anderem die Errichtung eines Seitenportals. Seit 1901 befindet sich an der Kapelle der Friedhof, sodass diese vor allem als Friedhofskapelle dient. Renovierungsarbeiten fanden in den
Jahren 1886/1895 statt, Instandsetzungen 1949/1950 und 1959 sowie eine Innenrestaurierung 1968. In den Jahren 1980/1971 erfolgten die letzten Maßnahmen im 20. Jahrhundert.:S. 44

## Baubeschreibung
Die Kapelle befindet sich nördlich von Unterleiterbach, zwischen der fürstbischöflich-bambergischen Chaussee von Bamberg nach Kronach und der Staatsstraße 2197. Sie ist vom Friedhof umgeben. Aus Gründen der parallel verlaufenden Straßenführung hat die Kapelle eine Nordausrichtung.
Der aus unverputzten Sandsteinquadern bestehende Längsbau hat in der Mitte eine hohe Rotunde mit Kegeldach und hohem Dachreiter. In Längsrichtung erweitern zwei Satteldachbauten geringerer Dimension, ein Vorbau und das Altarhaus die Rotunde. Der offene, achtseitige Dachreiter hat eine Zwiebelhaube, eine kleine zwiebelige Spitze, einen Knauf und ein eisernes Dreiarmkreuz. Wie die Dachflächen ist der Dachreiter verschiefert, teilweise auch verblecht.
Der einjochige Vorbau beherbergt den Eingangsraum und die über eine Spindeltreppe erschlossene Orgelempore. Die Untersicht der massiven Empore zeigt einen flachen Korbbogen. Der Vorbau hat einen rechteckigen Grundriss und wird von einer flachen tonnenförmigen, verputzten Lattung überspannt. Je ein Fenster an den beiden Seiten belichtet den Vorbau.
Der gleichlange einjochige Chor ist ähnlich dem Vorbau aufgebaut, hat aber innen einen halbkreisförmigen Schluss und im Chorhaupt ein kleines Querrechteckfenster. Den annähernd kreisförmigen Hauptraum überspannt eine Flachkuppel, konstruktiv ebenfalls mit einer verputzten Lattung ausgeführt. Die Belichtung besteht aus vier hochangeordneten, stehenden Ovalfenstern und zwei Stichbogenfenstern in der Ovalachse.:S. 270
Die Gliederung der Fassade ist einheitlich. Ein zweifach gestufter Sockel umzieht die ganze Kapelle. Durch eine Stufung der Wand bestehen einzelne flache Rahmenfelder, besetzt mit sechs unterschiedlich großen und verschieden geformten Fenstertypen. Die Wandfelder sind oben von Gebälken toskanischer Ordnung abgeschlossen.
Die Fenster des Mittelbaus sind mit Scheitelsteinen besetzt, die Fassade ist unter anderem durch gerade Risalite in den Querachsen betont. Die oberen Abschlüsse bestehen aus Volutengiebeln mit je einer hochovalen, oben und unten mit Scheitelsteinen versehenen Öffnung, mit einem Holzverschlag und mittigen Lamellen.
Der rundbogige Haupteingang wird von einer reichen Profilierung umrahmt. Darüber befindet sich ein reliefiertes Amtswappen des Bamberger Fürstbischofs Friedrich Karl von Schönborn-Buchheim, mit Muschelwerk umgeben. Die beiden Zahlen „17“ und „39“ in den unteren Rahmenecken nennen das offizielle Vollendungsjahr des Kapellenbaus. Über dem von ionischen Pilastern und Lisenen gefassten Eingangsrisalit befindet sich ein Dreiecksgiebel, gefolgt von einer querovalen Öffnung, abgeschlossen von einem kurvierten und mit Voluteneinrollungen versehenen Giebel. Die Bekrönung besteht aus einem Kugelknauf mit einem Eisenkreuz.:S. 271

## Ausstattung

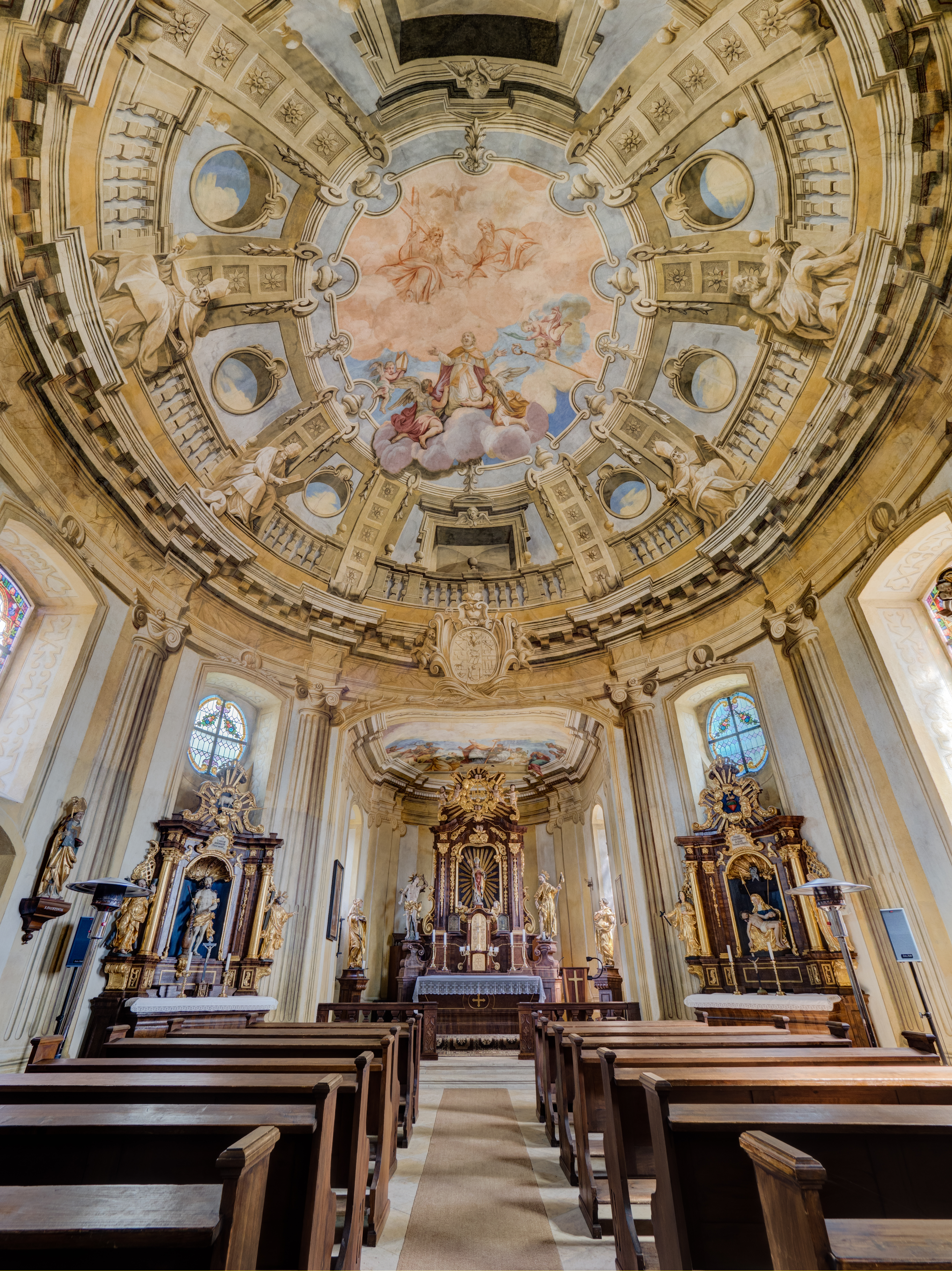
Wand- und Deckenmalerei

### Wand- und Deckenmalerei
Anstelle der ursprünglich beabsichtigten Innendekoration in Stuck erfolgte die 1740/1741 durch Giovanni Francesco Marchini ausgeführte Architekturmalerei in Gelb-, Ocker – und Grautönen nach Rissen von Küchel. Das dreidimensional erscheinende Deckengemälde zeigt eine perspektivische Scheinarchitektur aus einer großen ionischen Ordnung mit schwerem Gebälk und Fensterrahmen. Das Fresko der Kuppel stellt die Aufnahme des heiligen Bischofs und Märtyrers Valentin in den Himmel dar, flankiert von den sitzenden Figuren der vier lateinischen Kirchenväter. Am Hauptgebälk befindet sich das Amtswappen des Bamberger Fürstbischofs Karl von Schönborn. In der Deckenzone über dem Chor ist der heilige Valentin als Helfer der Kranken dargestellt, über der Orgelempore sein Martyrium.:S. 271

### Hochaltar

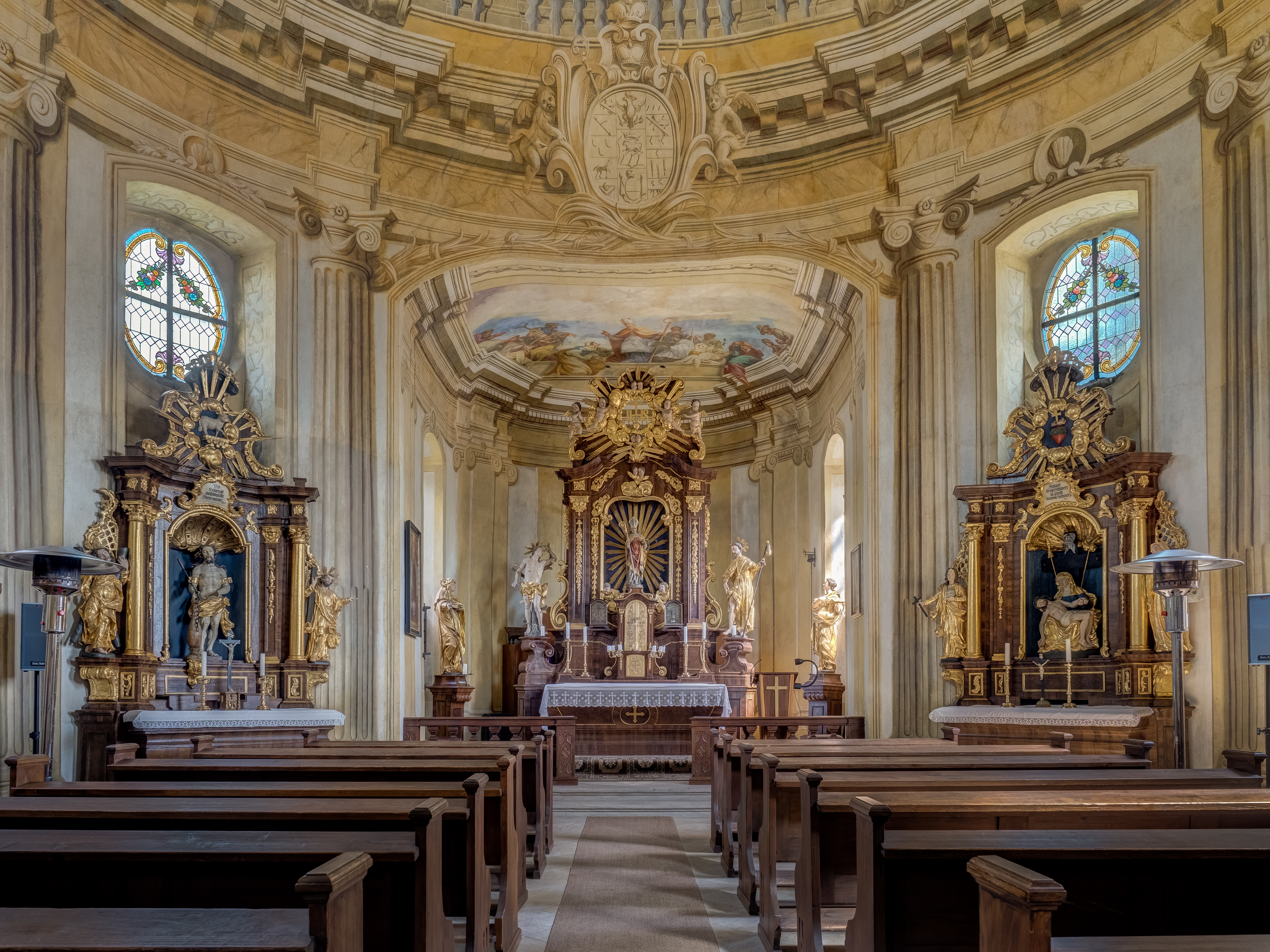
Chorraum

Der aus den Jahren 1742/1743 stammende Hochaltar ist vermutlich vom Bamberger Hofbildhauer Johann Peter Benkert und seinem Schwager Johann Matthias Gottlieb Heymüller. Er besteht aus einem Steinstipes mit schlichter sarkophagförmiger Holzverkleidung und einem dunkel marmoriertem Holzaufbau mit vergoldetem Dekor. Im Mittelfeld steht in einer Flachnische eine aus der Vorgängerkapelle übernommene Holzstatue des heiligen Valentin. Seitlich des Aufbaus stehen auf schräg vorgezogenen Sockeln Holzstatuen der Heiligen Sebastian, links und Rochus, rechts, vor den seitlichen Chorfenstern auf einzelnen Postamenten die Statuen der Heiligen Ottilie, links und Apollonia, rechts.:S. 272

### Seitenaltäre
Die 1755 entstandenen Seitenaltäre sind Arbeiten des Bamberger Bildhauers Stefan Gollwitzer. Sie bestehen aus einem Steinstipes mit sarkophagförmiger Holzverkleidung und einem dunkel marmoriertem Holzaufbau mit vergoldetem Dekor. Im eingezogenen, rundbogig schließenden Mittelfeld des linken Altars befindet sich in einer Flachnische die Figur des Christus an der Geißelsäule, flankiert von den Holzfiguren der Apostel Andreas und Petrus auf akanthusbesetzten Konsolen. Der rechte Altar stellt eine vor dem Kreuz sitzende Pietà dar, eingerahmt von den Heiligen Veronika und Magdalena. Der Altarauszug zeigt links das Lamm Gottes auf dem Buch mit Sieben Siegeln, rechts das dornenumwundene Herz Jesu mit Kreuz.:S. 272

### Kanzel
Die um 1760/1770 entstandene Kanzel besteht aus einem marmorierten Holzaufbau mit vergoldetem Dekor. Über einem runden, sich nach oben verjüngenden Kanzelkorb befindet sich der ebenfalls runde Schalldeckel, bekrönt mit einer Strahlenglorie, mit den Gesetzestafeln und einer Taube als Symbol für den Heiligen Geist.:S. 272

### Orgel
Im Jahr 1744 stellte der Seßlacher Johann Adam Schöpf eine Orgel auf, die Mitte des 19. Jahrhunderts die Gemeinde durch die Orgel der Ortskirche St. Maria Magdalena ersetzen ließ. Die heutige Orgel mit einem dreiteiligen Holzgehäuse in Neurenaissanceformen stammt aus dem Jahr 1903 und ist ein Werk des Bayreuther Orgelbauers Johann Wolf.

### Glocken
Die beiden Glocken goss 1751 der Bamberger Glockengießer Joachim Keller. Die größere ist verziert mit einer Darstellung des Bischofs Valentin, die kleine mit der Halbfigur Mariens mit dem Kind. Die Glocken wurden aus statischen Gründen abgenommen und im benachbarten Leichenhaus aufgehängt.